# Fitz John Porter
Fitz John Porter (né le 31 août 1822 à Portsmouth, État du New Hampshire, et décédé le 21 mai 1901 à Morristown, État du New Jersey) est un major-général de l'Union. Il est enterré à  Brooklyn, État de New York.

## Avant la guerre
Fitz John Porter est diplômé de l'académie militaire de West Point en 1845 et est breveté second lieutenant dans le 4th artillery le 1er juillet 1845,.
Il est promu second lieutenant le 18 juin 1846. Il participe à la guerre américano-mexicaine.
Il est promu premier lieutenant le 29 mai 1847. Il est breveté capitaine le 8 septembre 1847 pour bravoure à la bataille de Molino del Rey. Il est breveté major le 13 septembre 1847 pour bravoure à la bataille de Chapultepec. Il est promu capitaine le 27 juin 1856.
Il participe à la guerre de l'Utah.

## Guerre de Sécession

Bataille du vendredi sur la Chickahominy. 27 juin 1862. Inscription au-dessus de l’image : Porter, McCall, Slocum, Sykes et Sumner attaqués par une force supérieure des rebelles commandés par Jackson et Lee.

Fitz John Porter est nommé colonel du 15th infantry le 14 mai 1861 et brigadier-général des volontaires trois jours plus tard. Il est breveté brigadier le 27 juin 1862 pour bravoure lors de la bataille de Chickahominy. Il commande le V corps de l'armée du Potomac avec compétence lors de la bataille des Sept Jours de la campagne de la Péninsule. Le 26 juin 1862, il déploie avec clairvoyance ses hommes sur une position défensive à Mechanicsville et repousse les troupes confédérées. Le jour suivant, il tient longuement ses positions à la bataille de Gaines's Mill et est finalement repoussé.  À la bataille de Malvern Hill, il établit une position renforcée qui anéantit les espoirs de victoire du général Lee. Il est nommé major-général des volontaires le 4 juillet 1862.
Il commande un corps à la seconde bataille de Bull Run où il est dans l'incapacité de mener à bien les ordres du général John Pope : alors qu'il lui ordonne d'attaquer en se fondant sur une perception erronée de la situation, Fitz John Porter décide de tenir ses positions. Bien que la responsabilité de la déroute des troupes de l'Union revienne au général Pope, ce dernier blâme Fitz J. Porter. Soutenu par le général George McClellan, il reprend brièvement son commandement. Bien que présent, à la bataille d'Antietam, il ne combat pas. Il est alors traduit devant une cour martiale. Il est soutenu par le témoignage du général George Morell qui verra sa carrière brisée par la suite. Il est renvoyé de l'armée le 21 janvier 1863,.

## Après la guerre
Il faudra à Fitz John Porter seize ans pour retrouver son honneur et faire annuler sa condamnation. Le jugement de 1862 a été jugé « influencé politiquement » et la condamnation est consensuellement jugée comme d'une grande injustice. Ses efforts aboutissent en 1878.
Fitz John Porter est nommé colonel d'infanterie le 5 août 1886 avec date d'effet au 14 mai 1861. Il prend sa retraite de colonel deux jours plus tard.
Avant d'être réhabilité, il exerce comme contremaître dans une mine du Colorado, policier et directeur de travaux publics à New York et receveur de la New Jersey Railroad.